# Sítio do Quinto
Sítio do Quinto es un municipio brasileño del estado de la Bahía.
Fue elevado a la categoría de ciudad el 13 de junio de 1989.
Su población estimada en 2010 es de 13.000 habitantes.